# 手塚昌利
手塚 昌利（てづか まさとし、1931年3月8日 - 2020年4月18日）は、日本の実業家。阪神電気鉄道相談役。旭日重光章受賞者。阪神電鉄元会長・社長、阪神タイガース元オーナー、元毎日放送社外取締役。

## 来歴・人物
徳島県鳴門市出身。旧制市岡中学校、第四高等学校を経て、京都大学法学部卒業後、1953年に阪神電鉄へ入社。取締役運輸部長、常務・不動産事業本部長、代表取締役専務などを歴任し、1992年には社長に就任。2004年から2006年まで会長を務めた。
阪神電鉄社長時代に発生した阪神・淡路大震災では自社路線も大きな損害を受け、社長として復旧作業の陣頭指揮を取った。
1998年から阪神タイガースのオーナー代行を務め、オーナーの久万俊二郎を支えていた。2004年、一場靖弘（現・東北楽天ゴールデンイーグルス）への裏金問題の発覚による久万の引責辞任に伴い、第7代オーナーに就任。2005年に読売ジャイアンツ監督・堀内恒夫の後任として星野仙一シニアディレクターが候補に挙げられた。この件に関して久万は「星野さんが巨人の監督になってもいいじゃないですか」と発言したのに対し、手塚は「誠に遺憾である」と反対意見を述べた（結果、星野は巨人監督就任を断って阪神シニアディレクターを続投した）。
また、久万も手塚は自分より野球に詳しいと評していた（オーナー就任時の読売新聞の記事より）。
しかし、2005年秋に発覚した村上ファンドによる阪神電鉄の買収問題（阪急・阪神経営統合を参照）に対しては有効な対策を打てず、翌2006年3月、阪神電鉄は阪急ホールディングスとの経営統合に追い込まれた。手塚は株主総会で阪急との統合が議決された2006年6月29日付で相談役に退き、タイガースのオーナーも辞任した。
2008年11月には、旭日重光章を受けている。
2020年4月18日、心不全のため神戸市内の病院で死去。89歳没。死没日をもって正四位に叙される。